# Godzilla II: King of the Monsters
Godzilla II: King of the Monsters (englisch für „Godzilla II: König der Monster“) ist ein am 30. Mai 2019 erschienener Science-Fiction-Actionfilm von Michael Dougherty. Es handelt sich um eine Fortsetzung von Gareth Edwards’ Godzilla aus dem Jahr 2014 und basiert auf dem gleichnamigen japanischen Filmmonster der Tōhō-Studios. Der Film ist Teil des MonsterVerse.

## Handlung
Die Paläontologin Dr. Emma Russell und ihre Tochter Madison befinden sich in China in einem geheimen Stützpunkt der Organisation Monarch, die riesige Monster, genannt Titanen, aufspürt und erforscht. Sie werden Zeuge der Geburt Mothras, einer riesigen Motte. Aufgrund eines technischen Zwischenfalls wird die noch im Larvenstadium befindliche Mothra provoziert, so dass Emma den von ihr entwickelten ORCA aktivieren muss. Dieses Gerät simuliert Bio-Kommunikationssignale von Titanen und erlaubt es, die Titanen entweder zu beruhigen oder aggressiv zu machen. Eben als die Situation deeskaliert, stürmt ein bewaffneter Söldnertrupp des Öko-Terroristen Alan Jonah den Stützpunkt, entführt Emma und Madison und erschießt das restliche Personal. Mothra flieht und verpuppt sich in einem nahen Wasserfall.
Aufgrund der Entführung sucht Monarch Hilfe bei Emmas Ex-Mann Mark, der als Verhaltensforscher den Prototyp des ORCA entwickelt hat.
Jonah bringt Emma und Madison mit seinen Söldnern in die Antarktis zu einem weiteren Monarch-Außenposten. Hier wurde ebenfalls ein Monster gefunden, das sich später als King Ghidorah herausstellt. Es gelingt den Terroristen, das dort stationierte Personal vor dem Absenden eines Hilferufs zu überwältigen und mit einer Explosion den im Eis eingefrorenen Ghidorah zu befreien. Kurz darauf trifft Godzilla ein und es kommt zum Kampf zwischen den beiden Titanen, wobei Dr. Graham umkommt. Ghidorah besiegt Godzilla und fliegt davon.
Während Monarch nach Emma sucht, die mit Jonah zusammenarbeitet, befreit diese in Mexiko den Flugsaurier Rodan aus einem Vulkan. Sie will alle Titanen befreien, damit diese die Menschheit zurück in die Steinzeit katapultieren und die Erde durch die von ihnen ausgesandte Strahlung regenerieren, was in Las Vegas und San Francisco bereits geschehen ist.
Während des zweiten Kampfs zwischen Godzilla und Ghidorah setzt das Militär eine neue Waffe ein, die jegliches Leben innerhalb eines Radius von zwei Meilen tötet. Beide Kontrahenten befinden sich unter Wasser, als sie von dieser Waffe getroffen werden. Ghidorah überlebt die Explosion unversehrt, während Godzilla immer schwächer wird. Es stellt sich heraus, dass Ghidorah kein gewöhnlicher Titan ist, sondern ein außerirdisches Wesen, über das die Urzeit-Menschen aus Angst keine Aufzeichnungen hinterließen.
Da Godzilla als König der Monster entthront wurde, erweckt Ghidorah die restlichen Titanen auf der Erde, die unter seiner Herrschaft mit der Zerstörung der Menschheit beginnen. In der Gewissheit, dass eine Koexistenz zwischen den Titanen und der Menschheit nur mit Godzilla möglich sein wird, begeben sich Stanton, Mark und Serizawa auf die Suche nach ihm. Dabei entdecken sie, dass die Hohlerde-Theorie zutrifft und Godzilla unterirdische Kanäle nutzte, um schnell von einem Ort der Erde zum anderen zu gelangen.
Nachdem Mothra bei der Kontaktaufnahme mit Godzilla beobachtet wurde, folgen die Wissenschaftler dieser Spur und stoßen an Bord eines U-Boots auf eine vor Jahrtausenden versunkene Stadt, in der die Titanen als die „ursprünglichen Götter“ verehrt wurden. In einer unterirdischen Höhle finden sie Godzilla, der sich an einer radioaktiven Quelle stärkt. Dieser Prozess würde jedoch Jahre dauern, daher beschließen die Wissenschaftler, Godzilla mit einem Atomsprengkopf zu defibrillieren. Da die Abschussvorrichtung für Nukleartorpedos defekt ist, opfert sich Serizawa und bringt den Sprengkopf mit einem Mini-U-Boot zu Godzilla, wo er ihn manuell zündet.
Madison hat inzwischen in Boston den ORCA entwendet und will die Titanen damit beruhigen, lockt sie aber unwissentlich an. Godzilla, durch die Atomexplosion stärker als je zuvor, macht sich ebenfalls auf den Weg nach Boston. Die Mitarbeiter von Monarch schließen sich gemeinsam mit den US-Streitkräften Godzilla an, um gegen Ghidorah zu kämpfen. Auch Mothra und Rodan kämpfen gegeneinander, wobei die Riesenmotte die Oberhand behält. Als klar wird, dass Godzillas Strahlungswerte enorm ansteigen und er in Kürze in einer gigantischen Explosion aufgehen wird, stellt Mark ein Team zusammen, um Madison zu retten, die nur mit Mühe den vom Titanenkampf verursachten Kollateralschäden ausweichen kann. Ghidorah steigt mit Godzilla empor und lässt ihn aus großer Höhe fallen, wodurch Godzilla erneut besiegt scheint, aber Mothra opfert sich und überträgt ihre Energie auf Godzilla. Emma reaktiviert den ORCA und lockt damit Ghidorah von Godzilla weg, als Ghidora das Auto umwirft, spricht Emma ihre letzten Worte: Lang lebe der König. Mit ihrem Tod gibt sie aber dem Rettungsteam und der inzwischen gefundenen Madison Zeit zur Flucht. Der wiedererstarkte Godzilla entlädt seine gesamte aufgestaute Energie in Ghidorah und tötet ihn so. Schließlich steht Godzilla in den Trümmern von Boston und brüllt seinen Sieg in die Welt hinaus, während die anderen Titanen sich vor ihm verbeugen.
Während des Abspanns zeigen Nachrichtenausschnitte und von Monarch veröffentlichte Dateien unter anderem, dass die Titanen sich in ihre ursprünglichen Lebensbereiche zurückziehen, wodurch die Erde sich regeneriert. Ein mutmaßliches zweites Mothra-Ei wurde entdeckt und einige der Titanen sind nach Skull Island unterwegs. Außerdem werden alte Zeichnungen mit Kampfszenen der Titanen gezeigt. In einer Post-Credit-Szene wird zudem enthüllt, wie Jonah einen Kopf Ghidorahs kauft, der ihm von einem Fischer angeboten wird.

## Produktion

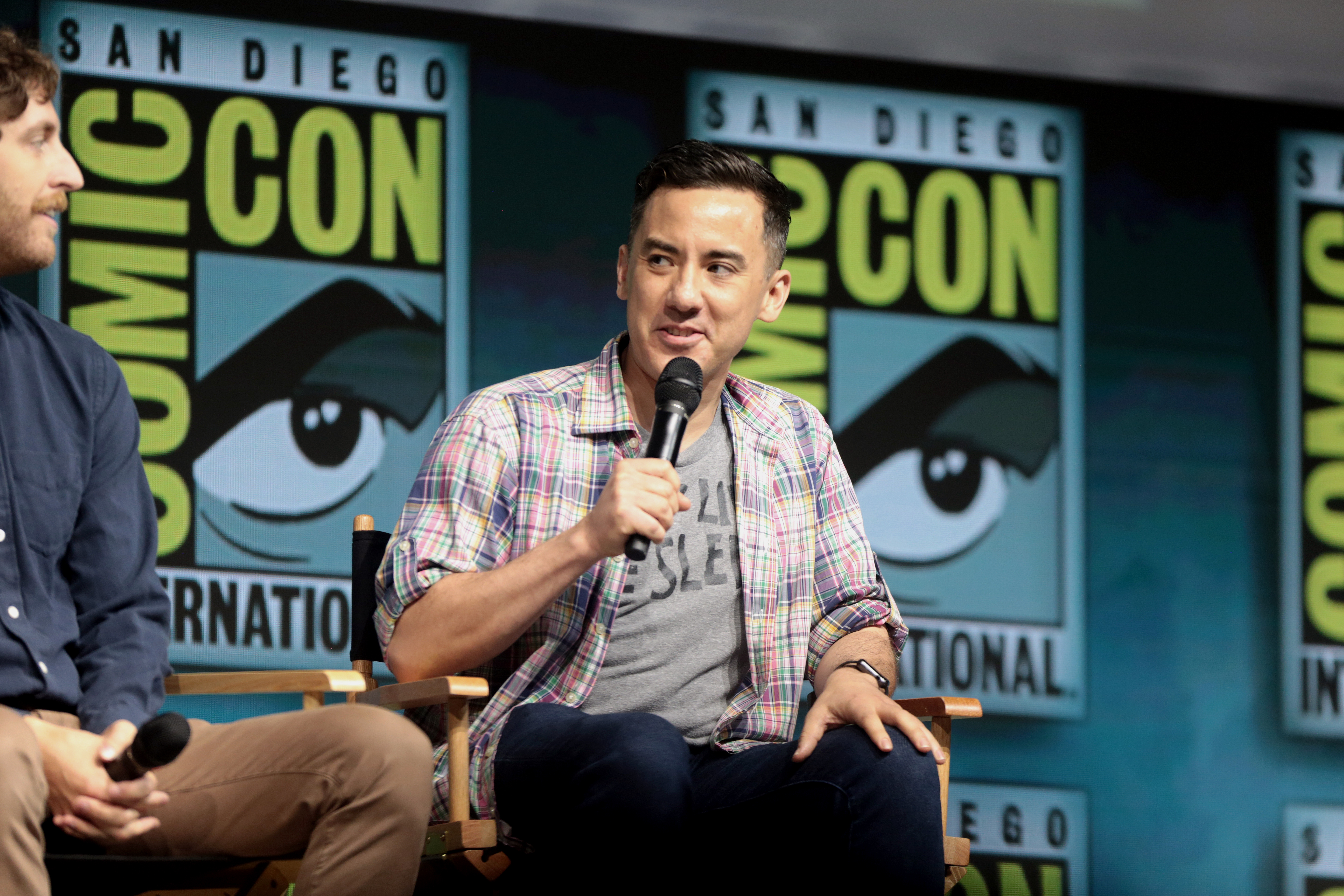
Michael Dougherty auf der Comic-Con in San Diego im Juli 2018

Bei dem Film handelt es sich um eine Fortsetzung von Gareth Edwards’ Godzilla aus dem Jahr 2014. Regie bei dieser führte Michael Dougherty, der gemeinsam mit Max Borenstein und Zach Shields auch das Drehbuch schrieb. Edwards war ursprünglich als Regisseur vorgesehen, dieser zog sich aber nach seinem Star-Wars-Ableger Rogue One: A Star Wars Story aus diesem Projekt zurück.
Die Filmmusik komponierte Bear McCreary, wobei er auf einige Kompositionen von Akira Ifukube zurückgriff, der die wichtigsten Filmmusiken der Godzilla-Reihe komponierte. Zusammen mit Serj Tankian, dem Sänger der armenisch-US-amerikanischen Metalband System of a Down, coverte McCreary den Song Godzilla von Blue Öyster Cult, welcher im Abspann zu hören ist.
Die Dreharbeiten wurden im September 2017 beendet. Als Kameramann fungierte Lawrence Sher. Die Postproduktion wurde im November 2018 abgeschlossen.
Die Post-Credit-Szene in Kong: Skull Island, in welcher Höhlenmalereien der Titanen Godzilla, Mothra, Rodan und King Ghidorah gezeigt wurden, lieferte somit schon erste Hinweise auf die Rahmenhandlung in diesem Film. Im Rahmen der Comic-Con in San Diego im Juli 2018 wurde ein erster langer Trailer veröffentlicht. Die Monster erhalten in diesem Film den Namen Titanen, um so Verwirrungen über einen möglichen Bezug zu der Filmreihe Pacific Rim vorzubeugen, in dem die Riesenmonster als Kaiju (nach dem japanischen Wort für Monster) bezeichnet werden. Auch Pacific Rim wurde von Legendary Pictures produziert.
Der Film erschien am 30. Mai 2019 in den deutschen und am darauffolgenden Tag in den US-amerikanischen Kinos. Die Premiere fand am 13. Mai 2019 in Peking statt.
Der Film wurde Haruo Nakajima und Yoshimitsu Banno gewidmet. Nakajima war der Schauspieler, der in der ersten großen Godzilla-Filmreihe, der Showa-Reihe (1954–1975), in dem zentnerschweren Kostüm den Riesensaurier darstellte. Banno war der Regisseur des 1971 erschienenen Frankensteins Kampf gegen die Teufelsmonster und Mitproduzent des US-Prequels aus dem Jahr 2014. Beide verstarben 2017.

## Synchronisation
Die deutsche Synchronisation entstand nach einem Dialogbuch von Klaus Bickert und der Dialogregie von Marius Clarén und Solveig Duda im Auftrag der RC Production Kunze & Wunder GmbH & Co. KG in Berlin.
| Darsteller             | Synchronsprecher         | Rolle                        |
| ---------------------- | ------------------------ | ---------------------------- |
| Kyle Chandler          | Thomas Nero Wolff        | Dr. Mark Russell             |
| Vera Farmiga           | Claudia Urbschat-Mingues | Dr. Emma Russell             |
| Millie Bobby Brown     | Carlotta Pahl            | Madison Russell              |
| Ken Watanabe           | Tōru Tanabe              | Dr. Ishiro Serizawa          |
| Ziyi Zhang             | Meylan Chao              | Dr. Ilene Chen               |
| Bradley Whitford       | Bernd Vollbrecht         | Dr. Rick Stanton             |
| Sally Hawkins          | Katrin Zimmermann        | Dr. Vivienne Graham          |
| Charles Dance          | Leon Rainer              | Colonel Alan Jonah           |
| Thomas Middleditch     | Rainer Fritzsche         | Dr. Sam Coleman              |
| Aisha Hinds            | Victoria Sturm           | Colonel Diane Foster         |
| O’Shea Jackson Jr.     | Jan-David Rönfeldt       | Chief Warrant Officer Barnes |
| David Strathairn       | Reinhard Kuhnert         | Admiral William Stenz        |
| Anthony Ramos          | Simon Derksen            | Anthony Martinez             |
| Elizabeth Faith Ludlow | Anne Helm                | Lauren Griffin               |
| Jonathan Howard        | Florian Hoffmann         | Asher Jonah                  |
| Jimmy Gonzales         | Sascha Rotermund         | Commander Crane              |
| Jesse O’Neill          | Florian Clyde            | Corporal Winston             |
| Joe Morton             | Tom Vogt                 | Dr. Houston Brooks           |
| Randy Havens           | Jacob Weigert            | Dr. Tim Mancini              |
| Lexi Rabe              | Zoé Zech                 | Madison Russell (jung)       |
| CCH Pounder            | Ulrike Johannson         | Senatorin Williams           |
| Joshua Leary           | Johann Fohl              | Sergeant Baker               |

## Rezeption

### Altersfreigabe
In den USA wurde der Film von der MPAA als PG-13 eingestuft.

### Einspielergebnis
Die weltweiten Einnahmen aus Kinovorführungen belaufen sich auf 386,6 Millionen US-Dollar. Das Budget betrug rund 170 Millionen US-Dollar.

### Kritik
Der Film wurde von der Kritik gespalten aufgenommen. Bei Rotten Tomatoes hat Godzilla II: King of the Monsters ein Rating von 43 Prozent bei den Kritikern. Beim Publikum bekam der Film ein Rating von 83 Prozent.
Paul Kunz rezensierte den Film auf Film plus Kritik positiv und vergab 7 von 10 Punkten. Sein Fazit: „Auch wenn ‚Godzilla 2‘ sich etwas zu ernst nimmt, was besonders aufgrund der stumpfen Dialoge zu gelegentlicher Langeweile führt, überzeugt er umso mehr, wenn die Monster die Leinwand füllen. Die spektakulären Szenen, die der Film bietet, sind einfach spaßig und machen ihn zu einem gewichtigen Argument zugunsten des Kinoerlebnisses.“

### Auszeichnungen
Goldene Himbeere 2020
- Nominierung als Schlechteste Neuverfilmung oder Fortsetzung

National Film & TV Awards 2019
- Nominierung als Bester Horrorfilm oder Thriller 2019[13]

Saturn-Award-Verleihung 2019
- Nominierung als Bester Fantasyfilm
- Nominierung als Bester Nachwuchsdarsteller (Millie Bobby Brown)
- Nominierung für die Beste Filmmusik (Bear McCreary)
- Nominierung für die Besten Spezialeffekte oder visuellen Effekte